# Zensur in der DDR
Als Zensur in der DDR, und zuvor in der Sowjetischen Besatzungszone, werden Maßnahmen zur Kontrolle von Medien, Meinungsäußerungen, Verhalten, Lerninhalten und künstlerischer Produktion bezeichnet. Offiziell gab es in der DDR keine Zensur. Die Wörter Zensur und Verbot waren Tabu und wurden ersetzt mit verharmlosenden Begriffen wie Parteimäßige Führungstätigkeit, Planung, Leitung, Lenkung, um ideologisch motivierte Steuerung und repressive Maßnahmen zu beschreiben. Abweichungen von der Parteilinie führten zu Aufführungs-, Ausstellungs-, Auftritts- und Publikationsverboten sowie zur Entlassung politischer und künstlerischer Amtsträger. Die Ausbürgerung war eine der extremsten Formen der systematischen Ausschließung von politisch unerwünschten Bürgern der DDR.
Alles, was als systemkritisch, unsozialistisch oder „westliche Dekadenz“ galt, hatte keine Chance auf Veröffentlichung. Die SED und ihre Zensoren stilisierten sich als Kulturförderer und Pädagogen, während Künstler als „nervige Teenager“ dargestellt wurden, die Anleitung benötigten. Fast alle Zensurakten sind erhalten und belegen im Bundesarchiv Berlin-Lichterfelde eine Länge von 130 Regalmetern.
Laura Bradley zeigte in einer Untersuchung aus dem Jahr 2010, dass Zensur in der unmittelbaren Nachkriegszeit als Teil der Entnazifizierung durchaus Akzeptanz fand, nach der Verfassung von 1949 aber nur noch verklausuliert angesprochen werden durfte. Durch penibel eingehaltene Sprachregelungen (siehe Sprachgebrauch in der DDR) sei die sehr weitgehende Kontrolle als positive Förderung dargestellt worden. Quelle der euphemistischen Sprache war die Planwirtschaft und die Amtssprache der DDR.

## Sprachregelung
- Administrative Maßnahmen: Aufführungsverbote
- Druckgenehmigungsverfahren: Eine vorgeschaltete Zensur für Veröffentlichungen
- Geduldige Überzeugung, Hilfe, Unterstützung: Umschreibungen für ideologischen Druck, der zur Anpassung von Werken führte
- Lizenzierung: Kontrolle des Imports ausländischer Werke
- Selbstkritik, ideologische Klärungsprozesse: Aufforderungen an Künstler, ihre Werke an die Parteilinie anzupassen
- Spielplangestaltung: Kontrolle der Auswahl von Stücken im Theater und Film
- Schwerpunkttitel: Buchprojekte, die vom Kulturministerium überprüft und korrigiert wurden

## Überblick
In der DDR war die Sprache ein zentrales Instrument der politischen Kontrolle. Als subtile Zensur wurden scheinbar neutrale Begriffe als Trojanische Pferde eingesetzt, um gezielt das Denken, die Wahrnehmung der Realität und den Sprachgebrauch der Menschen zu steuern. Sie schuf ein Klima des Misstrauens und bestätigte eine Diskrepanz zwischen Propaganda und dem Alltag in der DDR. Viele Bürger lebten in einer Doppelmoral, passten sich an, indem sie öffentlich die DDR Parteisprache nutzten oder Verschwiegenheit pflegten, um unauffällig zu bleiben, aber privat abweichende Ansichten hegten.
Der Perspektivplan in der DDR hatte aufgrund der totalitären Natur des Systems indirekte Zensurfolgen, besonders für die Bereiche Kultur, Bildung, Wissenschaft und Medien.
In der Sowjetischen Besatzungszone wurde am 9. Juni 1945 die Sowjetische Militäradministration in Deutschland (SMAD) mit Sitz in Berlin-Karlshorst installiert; sie übernahm die Regierungsgewalt und führte ein striktes System der Vorzensur ein. Ab 1949 versteckte die DDR ihre Kontrolle über Informationen sehr geschickt. Das Wort „Zensur“ wurde aus offiziellen Texten und den Medien gestrichen. Obwohl die Verfassung freie Meinungsäußerung und Pressefreiheit versprach.
Kontrolle und Überwachung waren untrennbar in das Zensursystem eingebunden. Die Kontrollinstanzen waren anfangs nach Organisationen, wie der SED, staatlichen Behörden oder dem Ministerium für Staatssicherheit (MfS) gegliedert, später kamen regionale Strukturen hinzu. Das MfS überwachte auch westdeutsche Verlage, um die Veröffentlichung kritischer DDR-Autoren im Westen zu verhindern.
Die SED vermied es, offen Werke zu verbieten oder zu streichen, um öffentliche Auseinandersetzungen zu vermeiden. Stattdessen wurden Verzögerungen oder Ausreden wie „Papierknappheit“ genutzt. Künstler, deren Werke dem Staat gefielen, wurden mit Belohnungen und Vorteilen wie Reisen in den Westen oder Auszeichnungen belohnt. Diese Art der Kontrolle passte sich immer an aktuelle politische Ereignisse an, wie den Mauerbau oder die Einmärsche in Ungarn und der Tschechoslowakei. Zudem wurden ausländische Inhalte strikt überprüft. Darbietungen, die man in der DDR nicht gern gesehen hätte, standen in der Systemkonkurrenz zwischen Bundesrepublik und SED hoch im Kurs.
Als Michail Gorbatschow 1985 in der Sowjetunion eine Kursänderung unter den Vorzeichen Glasnost und Perestroika einschlug und befreundeten Parteien und Regierungen in den Ostblockstaaten eine Abkehr von der Breschnew-Doktrin unter dem Schlagwort „Sinatra-Doktrin“ anbot, lehnte das SED-Regime diesen Weg strikt ab. Es verhängte über sowjetische Medien eine Zensur und propagierte einen „Sozialismus in den Farben der DDR“. Dies stieß in der DDR-Bevölkerung bis hinein in die eigenen SED-Reihen auf Unverständnis und zunehmenden Widerstand; die DDR zerfiel 1989/1990.

## Sowjetische Besatzungszone
In der Sowjetischen Besatzungszone übte von 1945 bis zur Gründung der DDR im Oktober 1949 die Sowjetische Militäradministration (SMAD) die Zensur aus. In den örtlichen Kommandanturen waren dafür Presseoffiziere, meist im Hauptmanns- oder Majorsrang mit in der Regel sehr guten Deutschkenntnissen, eingesetzt. Während die Zeitungen der Sozialistischen Einheitspartei (SED) sich mit Selbstzensur an die vorgegebenen Sprachregelungen für die Berichterstattung („Parteilinie“) hielten, unterlagen die Blätter der so genannten Blockparteien CDU, LDPD und NDPD der Vorzensur. In der Praxis musste ein dafür bestimmter Redakteur vor Beginn des Druckprozesses die Seitenabzüge der nächsten Ausgabe in der Kommandantur vorlegen und sich das Imprimatur erteilen lassen.
Organisatorisch bestand die „Verwaltung für Propaganda und Zensur“ (russisch управление пропаганды, uprawlenije propagandy), später „Verwaltung für Information“ (управление информации, uprawlenije informazii) als Teil der SMAD. Leiter dieser Verwaltung war 1945 bis September 1949 Generalmajor Sergei Iwanowitsch Tjulpanow. Vergleichbare Abteilungen wurden auch bei den Landesverwaltungen des SMAD eingerichtet.
Mit der Gründung der DDR 1949 war die Gleichschaltung der Presse und die Verstaatlichung der Medien und Druckereien soweit abgeschlossen, dass die Vorzensur abgeschafft und durch subtilere Formen der Zensur abgelöst wurde.

## Steuerung der Inhalte der Medien
Gegenstände und Schwerpunkte der Berichterstattung der Medien wurden zentral durch das Politbüro der SED  vorgegeben. Der ZK-Sekretär für Agitation und Propaganda leitete die Abteilung Agitation, die für die Organisation und Lenkung der Massenmedien verantwortlich war, einschließlich der Verbreitung von Desinformation im In- und Ausland, gab ihre Anweisungen weiter an den Allgemeiner Deutscher Nachrichtendienst und die Panorama DDR-Auslandspresseagentur. Diesem Zweck dienten tägliche Konferenzen in Berlin, Konferenzschaltungen zu den übrigen SED-Zeitungen und Presseanweisungen. Ein weiteres Instrument waren die Anleitungen des Presseamtes der DDR-Regierung.
Auf lokaler Ebene erfolgte dieser Prozess über die staatlichen „Ämter für Information“, die ebenfalls Anleitungen gemäß der Ost-Berliner Vorgaben erließen. Auch über die Parteizentralen wurde eine indirekte Zensur durch die Vorgabe von den Redaktionen täglich über Fernschreiber zugestellten Pflichtthemen, Kommentarargumenten, Schlagzeilenformulierungen und „Sollplänen“ ausgeübt. Unter Redakteuren der Provinzzeitungen herrschte deshalb das geflügelte Wort: „Meine Meinung kommt um zwei Uhr aus Berlin!“
Es war ein offenes Geheimnis, dass die SED-Führung und ausgewählte Funktionäre Zugang zu westlichen Medien (wie Zeitungen und Magazinen) hatten, obwohl diese der breiten Bevölkerung der DDR offiziell verboten waren. So informierten sie sich über die Entwicklungen beim „Klassenfeind“, um ihre eigene Propaganda und Politik besser ausrichten zu können.

## Zensurakteure in Führungspositionen der DDR
Die Zensur in der DDR war tief in allen Bereichen der Gesellschaft verwurzelt, weit über Medien und Kultur hinaus. Die Zensur in der DDR wurde von zentralen Institutionen und ihren Spitzenfunktionären maßgeblich geplant und umgesetzt. Diese Akteure, insbesondere die ideologischen Hardliner an der Spitze der Partei, sahen die Zensur als eine marxistisch-leninistische dialektische Notwendigkeit (z. B. Schutz vor „negativen“ Einflüssen oder zur „Erziehung“ der Bürger) auf dem Weg zum Sozialismus. Für sie war sie kein Übel im herkömmlichen Sinne, sondern ein unverzichtbares Instrument zum Schutz und zur Stärkung des „sozialistischen“ Staates.
- SED-Zentralkomitee (ZK): totalitäre Zensur.  Die höchsten Zensurvorgaben wurden hier festgelegt. Kurt Hager als ZK-Sekretär für Wissenschaft, Bildung und Kultur und Politbüromitglied war der oberste Kulturideologe der SED, dessen Entscheidungen alle kulturellen Bereiche beeinflussten. Günter Mittag spielte als ZK-Sekretär für Wirtschaft spielte eine Schlüsselrolle bei der Steuerung der Wirtschaft und der damit verbundenen Informationskontrolle. Günter Schabowski war als Chefredakteur des Neues Deutschlands und später Politbüromitglied ein wichtiger Akteur im Propagandasystem und damit in der direkten und indirekten Zensur;

- Abteilung Agitation des ZK:[14] systematische, präventive, ideologisch motivierte Zensur und gezielte Desinformation. Leiter wie  Horst Sindermann,  Werner Lamberz und Heinz Geggel waren maßgeblich beteiligt;[15]

- Ministerium für Kultur: Vorab- und Nachzensur, staatliche ideologische Zensur. Dieses Ministerium war direkt für die Genehmigung und Kontrolle von Publikationen, Kunst und Medien zuständig. Wichtige Minister waren unter anderem Johannes R. Becher, Alexander Abusch, Klaus Gysi und Hans-Joachim Hoffmann. Als hochrangige Zensurbeauftragte im Kulturbereich galten auch die stellvertretenden Ministern und Staatssekretäre Fritz Apelt, Erich Wendt, Bruno Haid, Horst Brasch, Dieter Heinze, Hans Pischner, Günter Witt, Karl Hagemann, Kurt Löffler und Klaus Höpcke.[16]

- Ministerium der Justiz: Zensur durch Bestrafung und Abschreckung. Hilde Benjamin prägte als Justizministerin (1953–1967) die ideologisch beeinflusste Sprache der Rechtsprechung und die Verfolgung „staatsfeindlicher“ Meinungen. Josef Streit war als Generalstaatsanwalt (1962–1986) maßgeblich für politische Prozesse und die Anwendung repressiver Gesetze verantwortlich;[17]

- Ministerium für Volksbildung: Zensur von Wissen und Bildung. Margot Honecker war als langjährige Ministerin für Volksbildung (1963–1989) entscheidend Verantwortlich für die ideologische Durchdringung des gesamten Bildungssystems und die Unterdrückung abweichender Ansichten;[18]

- Ministerium für Hoch- und Fachschulwesen: Zensur von Wissen und Bildung. Ernst-Joachim Gießmann kontrollierte als Minister für Hoch- und Fachschulwesen (1970–1989) die ideologische Ausrichtung von Universitäten und Forschung;[19] Siehe auch: Gesellschaftswissenschaftliches Grundstudium (DDR)

- Staatliche Plankommission: Verheimlichen von Informationen, Zensur von Fakten und Realität. Gerhard Schürer war als Vorsitzender der Staatlichen Plankommission (1965–1989) für die Manipulation und Geheimhaltung von Wirtschaftsdaten zuständig, um Probleme zu verschleiern; Die DDR-Statistik.[20]

## Zensurlektoren und das MfS
In der DDR gab es keine offizielle Berufsbezeichnung „Zensur-Lektor“, doch waren Kontrolle, Überwachung und Zensur tief in allen gesellschaftlichen und künstlerischen Strukturen verankert. Alle Lektoren (Textprüfer) und Amtsträger in den staatlichen Organen übten, bewusst oder unbewusst, eine Zensurfunktion aus, indem sie Inhalte auf politische Konformität prüften. Nur wenige, wichtige und strategisch platzierte Akteure innerhalb des Literaturbetriebs (wie Angela Drescher, Aufbau Verlag) versuchten, Zensur zu umgehen oder zu mildern.
Die Tätigkeiten der Hauptamtlichen Mitarbeiter des MfS waren vielseitig: „Gutachtertätigkeit“ intern und extern, Beeinflussung von Kulturinstitutionen und -funktionären, Einleitung und Durchführung repressiver Maßnahmen, Analyse der Informationen, Führung und Steuerung der Inoffiziellen Mitarbeiter, strategische Planung und Definition von „Feindbildern“ (wie „Feindlich-negative Person“). Abteilung XX. des MfS war speziell für die Überwachung von Kirchen, Jugendorganisationen, Sport und vor allem auch des Kulturbetriebs zuständig. 
Eine entscheidende Rolle spielten dabei Inoffizielle Mitarbeiter (IM) des Ministeriums für Staatssicherheit (MfS) (wie Uwe Berger und Ralf-Rainer Wasse), die in verschiedenen gesellschaftlichen Bereichen tätig waren. Darunter waren auch Literaturwissenschaftler, Verleger (wie Hans Marquardt und Klaus Gysi), Schriftsteller (wie Sascha Anderson), Schauspielern (wie Ernst-Georg Schwill), Lektoren und Gutachter in Verlagen sowie SED-Funktionäre. Weitere Beispiele sind unter anderem:
- Alexander Abusch
- Hermann Kant
- Werner Neubert
- Dieter Noll
- Rainer Schedlinski
- Erwin Strittmatter

Das Zensur- und Überwachungssystem der DDR war ein komplexes Netz aus Tätern, Opfern, Mitläufern und Profiteuren, dessen Akteure in fließenden Rollen agierten und dessen allgegenwärtige Durchdringung der Gesellschaft maßgeblich von politischer Überzeugung, Angst, Druck, Opportunismus, Karrierechancen, finanziellen Vorteilen und patriotischer Pflicht geprägt war.
Das MfS kontrollierte nicht nur den eigenen Kulturbetrieb, sondern überwachte auch intensiv westdeutsche Verlage, besonders solche mit linker oder liberaler Ausrichtung (wie Suhrkamp, Luchterhand, Wagenbach). Ziel war es, die „Politisch-ideologische Diversion“ (PiD) abzuwehren und so viel wie möglich zu verhindern, dass „politisch zweifelhafte“ DDR-Autoren im Westen publizierten. 
Ein Großteil der Akten der Hauptverwaltung A (HV A), dem Auslandsgeheimdienst des MfS, wurden von den Mitarbeitern der HV A zwischen Dezember 1989 und Juni 1990 vernichtet, um Spuren ihrer Spionageaktivitäten im Westen und ihrer Zusammenarbeit mit Ostblockstaaten zu verwischen, die Identität ihrer Mitarbeiter zu schützen um so Strafrechtiche konsequenzen zu umgehen und politischer Enthüllungen und Skandale zu verhindern.

## Umgehungsversuche und Selbstzensur

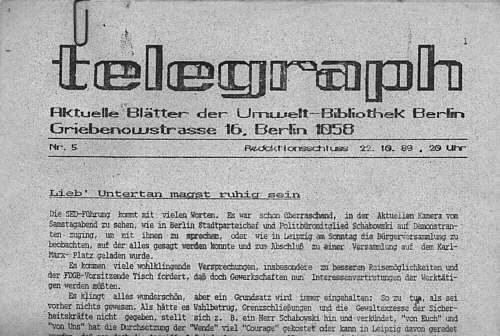
Ausgabe des von der Umwelt-Bibliothek Berlin herausgegebenen Telegraph

Die Zensur führte zu Versuchen, eine (illegale) Gegenöffentlichkeit zu schaffen. Neben einigen kleineren kirchlichen Blättern sind hier insbesondere die Samisdat und der Magnitisdat innerhalb der Leipziger Liederszene, Friedens-, Umwelt- und Menschenrechtsgruppen veröffentlichten illegal Informationsschriften, und seit den 1980er Jahren zirkulierten im Freundeskreis der Künstler kleine, originalgrafische Zeitschriften außerhalb der Zensur. Eine mehr als lokale Wirkung konnten diese jedoch nicht erreichen. Manche Kirchen boten einen Schutzraum für freien Meinungsaustausch und wurden deswegen vom MfS überwacht.
DDR-Bürger übten aus Angst vor Repressalien und IMs auch im Alltag, besonders am Arbeitsplatz, Selbstzensur in ihrer Sprache. Die Angst vor Verbot führte bei vielen Autoren zur Selbstzensur („Schere im Kopf“), um ihre Werke veröffentlichen zu können. Doch einige nutzten die Zensur auch clever aus: Sie schrieben bewusst auffällige Sätze „weiße Elefanten“, um den Zensor von anderen, subtileren kritischen Stellen abzulenken. Durch die Zensur entwickelten Künstler feinsinnigeren Ausdrucksformen mit Metaphern und Andeutungen, die das Publikum zum „Zwischen-den-Zeilen-Lesen“ anregten.
Das heimliche Veröffentlichen von Inhalten (wie Flugblätter, Filmmaterial und Büchern), auch im Ausland, war ein gefährlicher Akt des Widerstands gegen die DDR-Zensur. Es ermöglichte Autoren, freier zu schreiben und das System zu kritisieren, konnte aber empfindliche Strafen nach sich ziehen: von Überwachung und Zersetzung durch die Stasi über Berufsverbot (z. B. nach Reiner Kunzes „Die wunderbaren Jahre“. 1976) bis hin zu Freiheitsentzug (wie bei Rudolf Bahro) und Zwangsausbürgerung. Leser, die sich inoffiziell Zugang zu „unbotmäßigen“ Inhalten verschafften und weitergaben, konnten mit Haftstrafen geahndet werden.

## Zensur von Literatur, Theater und Film
Anders als im Westen konnten sich die DDR-Literaten, Künstler und Musiker der Aufmerksamkeit höchster staatlicher Stellen sicher sein. Kultur spielte eine wichtige Rolle für das Aufbaukonzept der SED. Deutlich wird dies am Beispiel Schauspiel: „Politiker wollten, dass das Theater eine positive Rolle bei der Gestaltung der Identität des neuen Staates und seiner Bürger spielen sollte.“ Dabei entwickelten Staat und Partei durchaus widersprüchliche Interessen. Größen wie Bertolt Brecht waren einerseits willkommene Repräsentanten der frühen, diplomatisch isolierten DDR, andererseits standen Brecht und sein Berliner Ensemble im Dauerkonflikt mit den Prinzipien des Sozialistischen Realismus, einer Kunstkonzeption, die durch positive Beispiele und Helden die Entwicklung des Sozialismus fördern und dabei Kritik an Partei und Wirtschaft vermeiden sollte. Ein frühes Lehrstück zum Versuch staatlicher Stellen, Einfluss auf Inhalte Formen zu nehmen, zeigen die aufwendigen Verfilmungsversuche von Brechts Mutter Courage und ihre Kinder. Immer stärker wurde der Druck der Kultur- und Filmpolitik, in das Drehbuch zum Drama positive sozialistische Gründergestalten einzuführen und Bauern zu zeigen, die über die Soldateska triumphieren.
Wie die Literatur wurden Dramen zunächst vor der Drucklegung geprüft. Träger des Druckgenehmigungsverfahrens, des zentralen Verfahrens zur Zensur von DDR-Literatur, war ab 1956 die Hauptverwaltung Verlage und Buchhandel (HV) im Ministerium für Kultur in Nachfolge des Amtes für Literatur und Verlagswesen. Aufgrund der Verordnung über die Entwicklung fortschrittlicher Literatur war es die Aufgabe, den Druck von Büchern durch die Zuweisung von Papier zu gestatten oder zu untersagen. Die HV hatte ein vollständiges Monopol über alle 78 Verlage der DDR. Neben der Zuweisung von Papier und Druckkapazitäten konnte die HV damit direkt auf Verlagsleiter und Lektoren zugreifen.
Zudem durften Schriftsteller der DDR ihre Werke grundsätzlich nicht im westlichen Ausland veröffentlichen. Dies war seit 1966 nur mit Genehmigung des Büros für Urheberrechte erlaubt. Eine Erteilung konnte verweigert oder mit Auflagen versehen werden.
Mit der Druckgenehmigung war die staatliche Kontrolle besonders im Bereich des Theaters nicht abgeschlossen. Proben wurden beispielsweise von der regionalen Politik am Spielort, von der Parteiorganisation der Belegschaft des Theaters oder vom MfS beobachtet. Auch nach der Zulassung einer Aufführung wurde die Reaktion des Publikums analysiert. Zielvorstellung war, komplette Verbote von Stücken zu vermeiden und durch verschiedene Interventionen das Stück zu entschärfen oder Aufführungen aus technischen Gründen zu verschieben.
Laura Bradley hat konkrete Zensurmaßnahmen der DDR im historischen Kontext untersucht. Sie zeigt mit Kategorien des französischen Soziologen Pierre Bourdieu, wie auf der Basis der umfangreichen staatlichen Kontroll- und Belohnungssystems ein soziales Feld entsteht, in dem die Akteure stetig reflektieren, welche Gewinne oder Verluste auf ihre Aktionen und Äußerungen folgen könnten. Gleichzeitig wurden die Spielräume für kulturelle Experimente immer neu ausgelotet.
1990 wurde in Berlin die Gedenkbibliothek zu Ehren der Opfer des Kommunismus gegründet, mit dem Ziel in der DDR verbotene Bücher aufzubewahren.

## Zensur von Zeitungen und Zeitschriften
Die Herausgabe von Periodika unterlag als Lizenzzeitung der Lizenzierung. In der SBZ wurden bis auf wenige überparteiliche Zeitungen (z. B. die Abendpost in Erfurt oder die Tagespost in Potsdam) nur parteinahe Zeitungen zugelassen. Mit der Gleichschaltung der Parteien zu Blockparteien erlangte die SED die vollständige Kontrolle. Mit der Einstellung der letzten überparteilichen Zeitungen Anfang der 1950er-Jahre waren alle Tageszeitungen der DDR von Blockparteien und Massenorganisationen kontrolliert.
Der Postzeitungsvertrieb der DDR verfügte über ein Monopol des Verkaufs und der Zustellung von Zeitungen und Zeitschriften. Der Postzeitungsvertrieb führte eine Liste der zu vertreibenden Zeitungen und Zeitschriften. Eine Nichtaufnahme oder Streichung von dieser Liste war faktisch einem Verbot gleichzusetzen. Im November 1988 wurde z. B. die sowjetische Zeitschrift Sputnik wegen mehrerer kritischer Artikel für ein Jahr von der Liste gestrichen.
Das Zentralkomitee (die „Auslese-Gruppe“ der Abteilung Agitation und Propaganda beim ZK der SED) und das Presseamt verfügten über Auswertungsabteilungen, die alle Veröffentlichungen auswerteten. Diese Auswertungen waren die Basis für die Entscheidungen über Sanktionen gegen Medien oder Journalisten.

## Zensur von Hörfunk und Fernsehen
Die nach dem Krieg unter Kontrolle der sowjetischen Militärregierung gegründeten regionalen Hörfunksender (z. B. der Berliner Rundfunk, der Mitteldeutsche Rundfunk und die Landessender Dresden, Schwerin, Halle, Erfurt und Potsdam) standen unter Kontrolle des Berliner Rundfunks, der wiederum von der Sowjetischen Militäradministration (SMAD) gesteuert wurde.
Am 12. Oktober 1949 übernahm offiziell der Ministerrat der Deutschen Demokratischen Republik die Kontrolle des Hörfunks. 1952 wurden die Sender zentralisiert und unter Aufsicht des Staatlichen Komitees für Rundfunk (StKfR) gestellt, das seine Anweisungen von der Abteilung Agitation und Propaganda des Zentralkomitees der SED erhielt. „In Presseanweisungen wurden Themen und die Art, wie sie zu behandeln sind, zentral vorgegeben. Der einzelne Journalist setzte die Vorgaben um, ohne die Anweisung als gedruckte Quelle greifbar zu haben.“
Am 4. September 1968 wurde nach dem Vorbild des StKfR das Staatliche Komitee für Fernsehen gegründet, dessen langjähriger Leiter Heinz Adameck (1968–1989) wurde.
Die Wirkung der Zensur der elektronischen Medien blieb eingeschränkt, da die Menschen in der DDR in der Lage waren, die Hörfunk- und Fernsehprogramme aus dem Westen zu empfangen. Noch bevor das Westfernsehen eine wichtige Rolle bei der Information der Bevölkerung erhalten hatte, waren es Radiosender wie der RIAS, die das Informationsmonopol der DDR-Führung brachen.
Es wurde versucht, den Empfang mit Störsendern zu verhindern. Gestört wurde allerdings nur der Mittelwellenempfang. Westdeutsche UKW-Hörfunk- und Fernsehprogramme wurden technisch nicht gestört, ein Empfang war in weiten Teilen der DDR problemlos möglich und bei der Bevölkerung auch üblich, wenn man vom „Tal der Ahnungslosen“ absieht.
Der Empfang des Westfernsehens und westlicher Radioprogramme war in der DDR nie offiziell verboten, aber der Staat versuchte bereits in den frühen 1950er-Jahren, deren Nutzung einzuschränken. Dessen ungeachtet gab es in den 1980er-Jahren staatlich geduldete Initiativen zum Bau von Kabelnetzen, die überwiegend für einen besseren Empfang westdeutscher Programme errichtet wurden.

## Zensur von bildenden Künstlern und Musikkultur
Die Kunst sollte vollständig im Dienst der staatlichen Ideologie stehen, und jegliche Abweichung wurde unterdrückt. Künstler, die sich nicht an die Vorgaben hielten und kein Mitglied des Verbandes Bildender Künstler der DDR (VBK) waren, riskierten unter anderem Ausstellungsverbote. Dies führte zu einer Selbstzensur, um Konfrontationen mit den Behörden oder dem MfS zu vermeiden. Trotz der umfassenden Kontrolle versuchten viele Künstler, die Grenzen des Systems auszuloten. Die zentrale Berufsorganisation der bildenden Künstler war das staatliche Instrument, um die ideologische Linie der SED durchzusetzen. Die Aufnahme in den Verband konnte verweigert werden (zum Beispiel bei A.R. Penck), was einem Berufsverbot gleichkam.
In der DDR unterlagen auch die Musikkultur einer strengen staatlichen Kontrolle. Die Texte der Musikbands mussten der marxistisch-leninistischen Ideologie entsprechen. Kritische Äußerungen zu Themen wie der Wehrpflicht, der Parteielite oder der Entfremdung in der Arbeitswelt waren nicht erlaubt. Die sogenannten „Lektorate“ von Rundfunk und dem staatlichen Plattenlabel Amiga prüften wöchentlich neue Songs auf ihre „Konservierungs- und Sendewürdigkeit“, insbesondere für die Rockmusik in der DDR. Um dennoch Kritik äußern zu können, mussten Bands oft metaphorische oder chiffrierte Texte verwenden, wie es zum Beispiel Karat mit Albatros gelang. Für öffentliche Auftritte benötigten Musiker und Bands zudem eine staatliche Spielerlaubnis, umgangssprachlich „Pappe“ genannt.

## Rechtliche Grundlagen

### Verfassungsrecht und Verfassungswirklichkeit
Die Verfassung der DDR von 1949 garantierte Meinungs- und Pressefreiheit:
„Artikel 9
(1) Alle Bürger haben das Recht, innerhalb der Schranken der für alle geltenden Gesetze ihre Meinung frei und öffentlich zu äußern und sich zu diesem Zweck friedlich und unbewaffnet zu versammeln. Diese Freiheit wird durch kein Dienst- oder Arbeitsverhältnis beschränkt; niemand darf benachteiligt werden, wenn er von diesem Recht Gebrauch macht.

(2) Eine Pressezensur findet nicht statt.“
In der Verfassung des Jahres 1968 kommt der Begriff Zensur nicht mehr vor. Artikel 27 der Verfassung der DDR garantierte jedem Bürger das Recht, seine Meinung frei zu äußern sowie die Freiheit der Presse, des Rundfunks und des Fernsehens.
„Artikel 27
(1) Jeder Bürger der Deutschen Demokratischen Republik hat das Recht, den Grundsätzen dieser Verfassung gemäß seine Meinung frei und öffentlich zu äußern. Dieses Recht wird durch kein Dienst- oder Arbeitsverhältnis beschränkt. Niemand darf benachteiligt werden, wenn er von diesem Recht Gebrauch macht.

(2) Die Freiheit der Presse, des Rundfunks und des Fernsehens ist gewährleistet.“
Der Begriff der Zensur war durch die klare Regelung in verschiedenen Versionen der DDR-Verfassung tabuisiert. Dennoch wurde ein umfangreicher, mehrgleisiger Zensurapparat etabliert, differenziert nach tragender Instanz, etwa Verwaltung, Partei oder MfS, nach Region und nach überwachten Sparten.
Eine rechtliche Grundlage findet sich im Artikel 18 der Verfassung von 1968:
„Artikel 18
(1) Die sozialistische Nationalkultur gehört zu den Grundlagen der sozialistischen Gesellschaft. Die Deutsche Demokratische Republik fördert und schützt die sozialistische Kultur, die dem Frieden, dem Humanismus und der Entwicklung der sozialistischen Menschengemeinschaft dient. Sie bekämpft die imperialistische Unkultur, die der psychologischen Kriegführung und der Herabwürdigung des Menschen dient. Die sozialistische Gesellschaft fördert das kulturvolle Leben der Werktätigen, pflegt alle humanistischen Werte der nationalen Kulturerbes und der Weltkultur und entwickelt die sozialistische Nationalkultur als Sache des ganzen Volkes.

(2) Die Förderung der Künste, der künstlerischen Interessen und Fähigkeiten aller Werktätigen und die Verbreitung künstlerischer Werke und Leistungen sind Obliegenheiten des Staates und aller gesellschaftlichen Kräfte. Das künstlerische Schaffen beruht auf einer engen Verbindung der Kulturschaffenden mit dem Leben des Volkes.“
Aus der Perspektive der SED waren die Entwicklung und die inhaltliche und formale Gestaltung der Kultur politische Aufgaben. Zensur erschien aus dieser Perspektive euphemistisch als Förderung.

### Strafrecht
Das Strafgesetzbuch der DDR stellte eine Reihe von Rechtsnormen zur Verfügung, die zur Durchsetzung der Zensur Anwendung fanden:
- Der „Gummiparagraph“ 106 stellte „staatsfeindliche Hetze“ und damit die „Diskriminierung der gesellschaftlichen Verhältnisse“ unter Strafe.
- Mit dem § 219 „Ungesetzliche Verbindungsaufnahme“ konnte Besitz und Weitergabe westlicher Zeitungen und Zeitschriften bestraft werden.
- § 220 „Staatsverleumdung“ schützte staatliche Organe und ihre Mitarbeiter nicht nur vor Verleumdung, sondern auch vor „Verächtlichmachung“.
- §§ 245, 246 „Geheimnisverrat“ wurde genutzt, um die Weitergabe von Informationen über die Situation in der DDR an westliche Medien zu bestrafen.

### Urheberrecht
Um zu verhindern, dass Schriftsteller der DDR zur Umgehung der Zensur ihre Werke im westlichen Ausland veröffentlichen, wurde die Anordnung über die Wahrung der Urheberrechte durch das Büro für Urheberrechte erlassen.